# Pas nous, pas nous
Pour plus de détails, voir Fiche technique et Distribution.
Pas nous, pas nous (See No Evil, Hear No Evil) est un film américain réalisé par Arthur Hiller, sorti en 1989.
Le film a pour principaux interprètes Gene Wilder et Richard Pryor. 

## Synopsis
Dave Lyons (Gene Wilder), sourd, tient une petite boutique dans le hall d'un immeuble et engage un jour Wally (Richard Pryor), aveugle, pour l'assister, malgré quelques incompréhensions. Le lendemain, un bookmaker, qui a volé une pièce d'une grande valeur, la cache parmi la monnaie dans la caisse de Dave avant d'être assassiné par une jeune femme recrutée pour trouver la dite pièce. Persuadé de leur culpabilité, l'inspecteur Braddock inculpe Dave et Wally du meurtre. La tueuse, Eve (Joan Severance), et son complice, Kirgo (Kevin Spacey), traquent alors Dave, dernière personne à avoir parlé avec le bookmaker avant sa mort. Soupçonnés par la police et poursuivis par les tueurs, Dave et Wally, malgré leurs handicaps, s'évadent du commissariat et se retrouvent en cavale.

## Fiche technique
- Titre : Pas nous, pas nous
- Titre québécois : Vois-tu ce que j'entends ?
- Titre original : See No Evil, Hear No Evil
- Réalisation : Arthur Hiller
- Scénario : Earl Barret, Arne Sultan, Marvin Worth, Eliot Wald, Andrew Kurtzman, Gene Wilder
- Photographie : Victor J. Kemper
- Montage : Robert C. Jones
- Directeur artistique : Robert Gundlach
- Producteur : Marvin Worth
- Producteurs exécutifs : Burtt Harris, Earl Barret, Arne Sultan
- Histoire : Earl Barret, Arne Sultan, Marvin Worth
- Casting : Lynn Stalmaster
- Compositeur : Stewart Copeland
- Costumière : Ruth Morley
- Société de production : TriStar Pictures
- Pays d'origine :  États-Unis
- Format : Couleurs Technicolor — 35 mm — 1.85:1 — Son : Dolby Surround
- Genre : Comédie
- Durée : 103 minutes
- Date de sortie : 1989

## Distribution
- Richard Pryor (VF : Med Hondo) : Wallace 'Wally' Karue
- Gene Wilder (VF : Jean-Claude Montalban) : Dave Lyons
- Joan Severance (VF : Céline Monsarrat) : Eve
- Kevin Spacey (VF : Patrick Guillemin) : Kirgo
- Alan North (VF : Claude Joseph) : Emil Braddock
- Kristen Childs (VF : Martine Meiraghe) : Adele
- Louis Giambalvo : Gatlin
- Anthony Zerbe (VF : Marc Cassot)  : Sutherland
- John Capodice (VF : Marc de Georgi) : Scotto
- Lauren Tom : Mitzie
- George Bartenieff : Huddelston
- Alexandra Neil : Sally
- Tonya Pinkins : Leslie
- Bernie Mc Inerney : Dr. Cornfeld